# Rio Cârlig
O Rio Cârlig é um rio da Romênia, afluente do Şorogari, localizado no distrito de Iaşi.